# Bos's

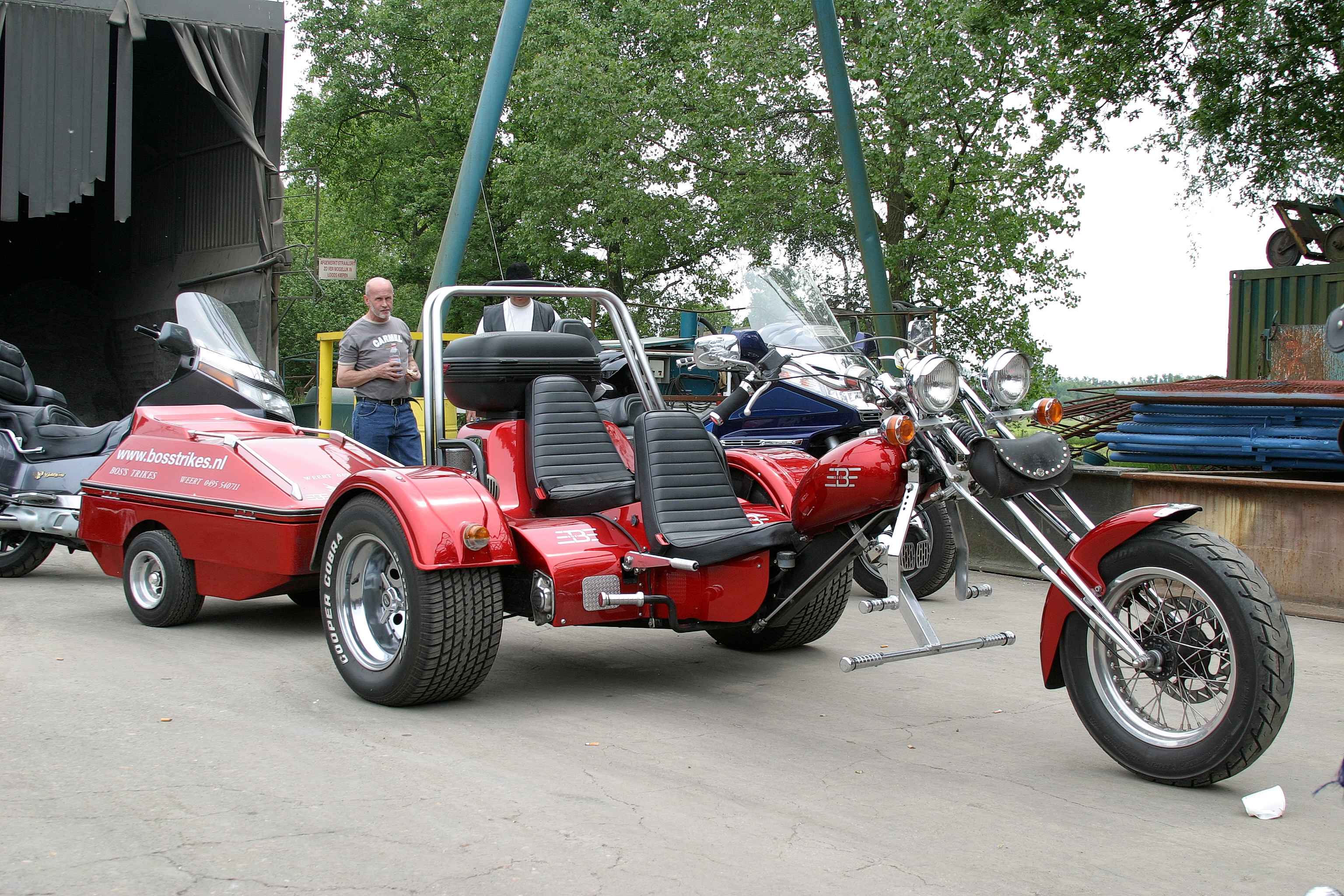
Trike van de firma Bos's Trikes uit Weert

Bos's is een voormalig bedrijf in het Nederlandse Weert dat trikes produceerde.
Klein bedrijf dat in 1993 begon met het maken van trikes. Men leverde een basismodel met Volkswagen-boxermotor, dat naar wens kon worden aangepast met diverse accessoires en een half-automatische of volautomatische versnellingsbak.